# Chế Chí
Chế Chí (制至), còn gọi là Jaya Sinhavarman IV, (các tên khác là Chế Da La hay Chế Đa Đa), là vua Champa giai đoạn từ 1307-1312.

## Tiểu sử
Chế Chí sinh năm 1284 là con trai của vua Chế Mân và chánh hậu Bhaskaradevi (người Java).
Theo giáo sư khảo cổ học Nguyễn Văn Huy, Chế Chí giao trả mẹ kế của mình, Huyền Trân công chúa, cho nhà Trần hầu lấy cớ để đòi lại 2 châu Ô, Lý (từ đèo Hải Vân, Thừa Thiên đến phía bắc Quảng Trị ngày nay), mà Chế Mân đã dâng cho vua Trần Anh Tông làm quà cưới năm 1306. Sau đó Chế Chí xúi giục dân Chăm tại Thuận châu và Hóa châu nổi loạn.
Năm 1311, Trần Anh Tông tấn công Chiêm Thành, bắt Chế Chí về giam tại cung Gia Lâm (và mất năm 1313), đưa em trai của Chế Chí là Chế Đà A Bà Niêm lên thay, tước hiệu Chế Năng.